# Skakolympiaden 2014
Skakolympiaden 2014 blev afholdt 1. - 14. august 2014 i Tromsø, Norge. Det var den 41. skakolympiade. Skakolympiaden bestod af holdturneringer over 11 runder med de deltagende landes skaklandshold i henholdsvis den åbne række (dvs. åben for begge køn) og kvinderækken. Hvert hold havde 4 spillere og eventuelt en reserve.
Tromsø blev valgt til at afholde skakolympiaden på FIDEs generalforsamling i Khanty-Mansijsk i 2010. Foruden Tromsø kandiderede Albena i Bulgarien. Tromsø vandt med 97 stemmer mod 45 til Albena. Ideen om skak-OL i Tromsø i 2014 kom i 2004 hvor Tromsø også var kandidat til Vinter-OL 2014 (som endte med at blive afholdt i Sotji i Rusland), og blev styrket af at Norges Sjakkforbund har 100 års jubilæum i 2014.

## Overskredet budget
Skakolympiaden havde et budget på 119,3 millioner norske kroner der skulle finansieres med støtte fra den norske stat, regional støtte og sponsorindtægter. Den norske regering gav fra starten tilsagn om støtte på 75 millioner kr. I foråret 2014 kom arrangementet i krise på grund af pengemangel. Hovedårsagen var FIDEs betingelse om, at organisationen bag Skak-OL i Tromsø også skulle afholde World Cup i skak 2013, hvilket kostede 13,6 millioner kroner. Dertil kommer, at rekordstor deltagelse i skak-OL forventes at give meromkostninger på omkring 2 millioner kr. Derfor blev søgt om yderligere 15 millioner kr. i statsstøtte. I første omgang blev ansøgningen afvist af den norske regering, og arrangørerne meldte ud skak-OL muligvis måtte aflyses. Men i juni 2014 blev Høyre, Fremskrittspartiet, Venstre og Kristelig Folkeparti enige om merbevilling på 12 milloner, hvilket skulle redde skak-OL.

## Resultater
Kina valdt guld i den åbne række foran Ungarn med sølv og Indien med bronze. I alt deltog 177 hold. Kina har stor udvist fremgang inden for skak gennem de senere år, men resultatet betegnes alligevel som en overraskede.
I kvinderækken vandt Rusland for tredje gang i træk. På de to næste pladser fulgte Kina og Ukraine.

## Dansk deltagelse
Dansk Skak Union havde på forhånd udtaget et landshold bestående af Davor Palo, Allan Stig Rasmussen, Jacob Aagaard, Jakob Vang Glud og Mads Andersen til den åbne række, og et kvindehold bestående af Sandra de Blecourt Dalsberg, Esmat Susanne Guindy, Marie Frank-Nielsen, Miriam Frida Olsen og Thomine Stolberg-Rohr til kvinderækken.
I åben række endte det danske hold som nummer 61, hvilket var dårligere end deres seedning som nummer 40. Jakob Vang Glud ydede den bedste individuelle præstation med 7½ point af de 9 mulige og en præstationsrating på 2615. Kvindeholdet blev nummer 52, hvilket var en anelse bedre end deres seedning som nummer 56.

## Dødsfald
Skakolympiaden tiltrak sig international opmærksom ved at to spillere døde under arrangementet. En 67-årig spiller fra Seychellerne kollapserede under sit parti i sidste runde om eftermiddagen den 14. august, og selv om der straks blev ydet førstehjælp, døde han senere samme dag på et lokalt hospital. Og en anden spiller fra Usbekistan blev fundet død samme aften på sit hotel. Ifølge politiet skyldtes begge dødsfald naturlige årsager.

## Generalforsamling i FIDE
Ved verdensskakforbundet FIDEs generalforsamlingen som blev afholdt under Skak-OL, var den mest omtalte sag formandskampvalget mellem den siddende formand gennem 19 år Kirsan Ilyumzhinov og den tidligere skakverdensmester Garry Kasparov, begge fra Rusland. Ilyumzhinov blev genvandt med 110 stemmer mod 61 stemmer til Kasparov.